# 第一製菓
第一製菓株式会社（だいいちせいか）は、岐阜県岐阜市琴塚4丁目5番10号に本社を置く、豆菓子の製造販売をおこなう企業である。

## 特色
ピーナツと胡麻を原材料とした板状の菓子を中心に製造し、2・3月には季節商品として「ひなおこし」を製造している。主力製品である「ごまかし」は、全国の食品スーパー等で販売されており、長年親しまれている。通信販売も行っていて、最近では海外への輸出も行っている。

## 沿革
- 1952年（昭和27年） - 第一製菓の前身となる、坂井製菓が創立される。
- 1970年（昭和45年） - 第一製菓株式会社が設立される。

## 主な商品
ごまかし
香ばしいごまを使用し、あっさりした甘さの菓子。ソフトなクランチタイプになっている。
黒ごまかし
吟味厳選した黒ごまにミネラルいっぱいの沖縄黒糖を使用した菓子。
ごまの菓子(アソート)
黒ごまと白ごまそれぞれの香ばしい風味をそのままに活かした、一口サイズの菓子。
チャームピー
昔なつかしい豆板が現代風にアレンジされた菓子。
飛騨娘
昔から飛騨地方に豆板があることにちなんで製造された豆板菓子。
黒糖ピーナッツ
落花生の香ばしさに加え、沖縄黒糖を使用した、一口サイズの菓子。
黒豆入り黒糖落花
香ばしい落花生に黒大豆を加え、ミネラル豊かな黒糖で包んだ、昔ながらの素朴な味の菓子。